# 文初
文初（英語：Man Cho），是無綫電視翡翠台劇集《十月初五的月光》內的主角，原版及電影版由張智霖飾演。而在翻拍的新版改由胡鴻鈞飾演。
此角色使張智霖大受歡迎，人氣急升，「初哥哥」從2000年至今仍是張智霖的代名詞，另張智霖與佘詩曼更是非常經典的螢幕情侶。

## 角色身份
- 澳門大學葡文系學生
- 北京大學社會學博士

## 與祝君好的關係
能做情侶—-因为关系特殊

## 衍生作品
| 年份   | 劇集/電影    | 角色   |
| 2000年 | 跑馬地的月光 | 伍廣榮 |
| 2001年 | 月滿抱西環   | 鍾志傑 |
| 2003年 | 西關大少     | 周天賜 |